# Конформна теорія поля
Конформна теорія поля (англ. conformal field theory) — квантова теорія поля, інваріантна відносно конформних перетворень.
Особливе значення має конформна теорія поля у двовимірному просторі, де локальні конформні перетворення складають нескінченновимірну групу.
Конформна теорія поля застосовується у теорії струн, статистичній механіці та фізиці конденсованих середовищ.